# Apocalypse Hotel
Apocalypse Hotel (アポカリプスホテル Apokaripusu Hoteru?) es una serie de televisión de anime original producida por CyberAgent y animada por CygamesPictures. La serie se emitió en abril a junio de 2025 en Nippon TV.

## Sinopsis
En el año 2057, un contagio aéreo desconocido, denominado "contaminación por infortunio", comienza a extenderse por la Tierra, volviendo el aire irrespirable para las especies de primates, incluidos los humanos. Sin forma de curar o contrarrestar la contaminación por infortunio, la humanidad no tiene más remedio que huir al espacio, dejando el planeta completamente abandonado. Un siglo después, el único rastro de civilización que queda es el Hotel Gingarou en Ginza, que se mantiene operativo gracias a lo que queda del personal robot autónomo, liderado por la conserje ginoide Yachiyo. Mientras el personal espera pacientemente el regreso de la humanidad, les sorprende que su primer huésped en llegar en un siglo resulte ser un visitante extraterrestre.
Más tarde, una familia de tanukis alienígenas visita el hotel tras huir de su planeta natal debido a una guerra. Esta familia termina viviendo en la Tierra en su nave espacial reconvertida, y uno de los tanukis, Ponko, se convierte en empleado del hotel. Los tanuki tienen una larga vida útil y, junto con Yachiyo, trabajan juntos para mejorar el hotel y atraer más visitantes extraterrestres a lo largo de varios siglos, pero aún esperan el regreso de la humanidad.

## Personajes
Yachiyo (ヤチヨ?)
 Seiyū: Saho Shirasu
Ponko (ポン子?)
 Seiyū: Sumire Morohoshi
Portero Robo  (ドアマンロボ Doaman Robo?)
 Seiyū: Hiroki Tōchi
Robot de verificación (環境チェックロボ Kankyō Chekku Robo?)
 Seiyū: Shin-ichiro Miki
El propietario  (オーナー Ōnā?)
 Seiyū: Hiroyuki Kinoshita
Bumbuku (ブンブク Bunbuku?)
 Seiyū: Chō
Mami (マミ?)
 Seiyū: Takako Honda
Fuguri (フグリ?)
 Seiyū: Mutsumi Tamura
Mujina (ムジナ?)
 Seiyū: Yoshiko Sakakibara

## Media

### Anime
La serie de televisión de anime original producida por CyberAgent y animada por CygamesPictures se anunció el 28 de agosto de 2024. La serie está dirigida por Kana Shundo y escrita por Shigeru Murakoshi, con Natsuki Yokoyama diseñando los personajes basándose en los diseños originales de Izumi Takemoto y Yoshiaki Fujisawa componiendo la música. La serie se emitió del 9 de abril al 23 de junio de 2025 en Nippon TV. El tema de apertura es "Skirt", mientras que el tema de cierre es "Capsule", ambos interpretados por Aiko. Crunchyroll obtuvo la licencia de la serie fuera de Asia.

### Manga
Una serie de manga derivada ilustrada por Takemoto titulada Apocalypse Hotel Pusupusu comenzará a serializarse en el sitio web de manga Storia Dash de Takeshobo en abril de 2025.